# Cognimatics
Cognimatics AB var ett svenskt bildanalysföretag i Lund som tillverkade mjukvara för kameraövervakning och var en spin-off från Matematikcentrum.
Cognimatics grundades 2003 av fyra forskare från Matematikcentrum vid Lunds universitet. De första produkterna var inriktade till mobiltelefoner, till exempel ansiktsdetektering och face warp. Senare skiftade företaget fokus mot analys av kundbeteende och inpasseringsräkning med kameror.
Den 3 juni 2016 köptes Cognimatics av Axis Communications som införlivade företaget som en del av Axis verksamhet.